# Тениз (озеро, Мендыкаринский район)
Тениз (каз. Теңіз) — озеро в Мендыкаринском районе Костанайской области Казахстана. Находится в 12 км к западу от села Красная Пресня и в 5 км к востоку от села Тенизовское. На берегу озера находятся села Камышный и Талапкер.
По данным топографической съёмки 1958 года, площадь поверхности озера составляет 64,2 км². Наибольшая длина озера — 14,7 км, наибольшая ширина — 7,3 км. Длина береговой линии составляет 44,4 км, развитие береговой линии — 1,55. Озеро расположено на высоте 89,4 м над уровнем моря.